# エフゲニー・ニコラエヴィチ・ジェネスタ
エフゲニー・ニコラエヴィチ・ジェネスタ（ロシア語: Евгений Николаевич Гени́шта、1908年4月8日 - 1991年11月3日）はロシアの科学者であり、ラジオ工学の分野の専門家。レーニン（1961年）とスターリン（1942年）賞の受賞者。

## 経歴
1929年にモスクワ工科大学を卒業後、彼は "Mosetletrik"工場で仕事に就き、キャリアをスタートさせた。 彼は彼の祖先のために高等教育を受けることを許されませんでした。 一年後、彼はラジオ研究所のエンジニアになり、放送ラジオ受信機の開発に参加しました。 シリーズのレシーバーは1932年以来多く生産されていました。
1933-1934年、Genisthaは無線ベースのラジオ受信機BI-234を開発しました。 1936年、Voronezhの工場で「Electrosignal」が大量生産され始め、ラジオのリスナーに人気がありました。 1935年、通信研究所とモスクワ電力工学研究所は、1939年にモスクワ・パワー・エンジニアリング研究所によって1939年に出版された大学教科書として講演要旨を発表し、受信装置の設計と計算の過程を読むためにエフゲニ・ギニシャに招待した モスクワ電気工学研究所で再発行されました。
戦前期と戦争期には、ソ連の地上軍隊と航空機用の無線機器の製造に従事していた。 特に、彼は野外ラジオ局を作った：RBと近代化されたRBMとラジオ局13-R。 1943〜1945年には、航空機搭載の電波高度計と、友人や敵を識別するための装置を開発しました。 第二次世界大戦後、1946年に彼は "ロディナ"ラジオを制作しました。 1946-1947年に彼の指導の下で、ソ連、625ラインの標準 "Moskvich T - 1"の最初のシリアルテレビが開発されました。
その後、彼は再び軍事研究に切り替えました。 彼はUSSR核シールドのためのミサイルと空中爆弾のためのラジオエンジニアリングユニットを開発しました。 1963年、ラジオ・エンジニアリング研究所に移り、誘導空対空ミサイル用レーダー・ホーミング・ヘッドの新設方向を指揮した。